# Понгола (приток Мапуту)
Понго́ла (Пханголо, Пхонголо, англ. Phongolo) — река в ЮАР. Сливаясь с рекой Усуту, образует реку Мапуту (бассейн Индийского океана).
Длина реки — 470 км.
Берёт исток в ЮАР, в местном муниципалитете Эмадлангени района Амаджуба провинции Квазулу-Натал на границе с провинцией Мпумаланга, восточнее города Ваккерстром и севернее города Утрехт. Течёт на восток. Принимает восточнее города Паулпитерсбург правый приток Биване и левый приток Мозана (Mozana River). Далее течёт мимо города Понгола, пересекает хребет Лебомбо, где находится плотина водохранилища Понголапоорт (Понголапурт). Объем водохранилища 2,6 млрд м³, как у водохранилища Вааль. Водохранилище является местоположением природного заповедника Понголапоорт. За хребтом Лебомбо река поворачивает на север. Принимает левый приток Ингвавума. На территории Мозамбика впадает в реку Усуту, которая принимает здесь название Мапуту.
В честь Понголы назван астероид (1305) Понгола, открытый 19 июля 1928 года британским астрономом Гарри Вудом в обсерватории Йоханнесбурга.